# Clásico Independiente-River Plate
El clásico Independiente-River Plate es un partido de fútbol que involucra a dos de los clubes más representativos de Argentina, el Club Atlético Independiente y el Club Atlético River Plate. Aunque no son vistos como máximos rivales, este encuentro es clasificado como un clásico debido a que ambos equipos cumplen con el criterio de ser considerados «clubes grandes». Esta clasificación comenzó siendo utilizada por la prensa especializada, luego de que la Asociación del Fútbol Argentino (AFA) estableciera el sistema de voto proporcional en 1937.
A lo largo de historia se han enfrentado en partidos oficiales correspondientes a campeonatos de primera división, copas nacionales (AFA) y copas internacionales organizadas por la Conmebol. El primer encuentro oficial entre ambos ocurrió el 29 de junio de 1915 por la Copa Campeonato, y terminó con victoria 3–0 de River Plate.
Entre ambos, suman un total de 117 títulos (45 de Independiente y 72 de River Plate). Se trata del 3.er partido del fútbol argentino con mayor sumatoria de títulos. Además, los dos integran la galería de «clubes clásicos» que dispuso la Federación Internacional de Fútbol Asociación (FIFA) en 2012.
En los enfrentamientos, River Plate posee una ventaja sobre Independiente de 32 partidos de diferencia en el historial general, y de 26 en el historial liguero.

## Estadísticas

### Enfrentamientos oficiales
Datos actualizados al último partido disputado el 9 de agosto de 2025
- En total se disputaron 233 clásicos, con 66 victorias de Independiente, 98 de River Plate, y 69 empates.[5]
- En Campeonatos de Primera División, se disputaron 198 clásicos, con 58 victorias de Independiente, 84 de River Plate y 56 empates.
- En copas nacionales, se enfrentaron en 12 ocasiones, con 6 victorias para el rojo, 4 para los millonarios, y 2 empates.
- Por copas internacionales, compitieron en 23 ocasiones, con 2 triunfos para Independiente, 10 victorias de River y 11 empates.

| Torneos disputados    | PJ  | GI | E  | GRP | Goles I | Goles RP |
| --------------------- | --- | -- | -- | --- | ------- | -------- |
| Primera División *    | 198 | 58 | 56 | 84  | 232     | 292      |
| Copas Nacionales      | 12  | 6  | 2  | 4   | 23      | 15       |
| Copas Internacionales | 23  | 2  | 11 | 10  | 14      | 33       |
| Total                 | 233 | 66 | 69 | 98  | 269     | 340      |

(*) Incluye todos los partidos de Primera División disputados desde 1915 a 2025.

(**) Ambos equipos nunca se enfrentaron enre sí en la Segunda División.

### Últimos 10 partidos
| Fecha                   | Torneo                           | Estadio       | Resultado     | Resultado | Resultado     |
| ----------------------- | -------------------------------- | ------------- | ------------- | --------- | ------------- |
| 19 de enero de 2020     | Superliga 2019-20                | Independiente | Independiente | 0-2       | River Plate   |
| 9 de enero de 2021      | Copa de la Liga Profesional 2020 | Banfield      | Independiente | 2-0       | River Plate   |
| 5 de septiembre de 2021 | Campeonato 2021                  | River Plate   | River Plate   | 1-1       | Independiente |
| 7 de agosto de 2022     | Campeonato 2022                  | Independiente | Independiente | 0-1       | River Plate   |
| 23 de abril de 2023     | Campeonato 2023                  | River Plate   | River Plate   | 2-0       | Independiente |
| 25 de octubre de 2023   | Copa de la Liga Profesional 2023 | River Plate   | River Plate   | 3-0       | Independiente |
| 9 de marzo de 2024      | Copa de la Liga Profesional 2024 | Independiente | Independiente | 1-1       | River Plate   |
| 1 de septiembre de 2024 | Campeonato 2024                  | Independiente | Independiente | 0-0       | River Plate   |
| 8 de febrero de 2025    | Apertura 2025                    | River Plate   | River Plate   | 2-0       | Independiente |
| 9 de agosto de 2025     | Clausura 2025                    | Independiente | Independiente | 0-0       | River Plate   |

### Enfrentamientos amistosos
- En partidos amistosos, se disputaron 66 clásicos, con 23 victorias de Independiente, 22 de River Plate y 21 empates.

| Partidos disputados | PJ | GI | E  | GR | Goles I | Goles R |
| ------------------- | -- | -- | -- | -- | ------- | ------- |
| Amistosos           | 66 | 23 | 21 | 22 | 93      | 107     |

## Eliminaciones directas por torneos oficiales

### Enfrentamientos de eliminación directa
- Independiente y River Plate han disputado 6 cruces de eliminación directa. 2 fueron en competiciones AFA y los 4 restantes por torneos CONMEBOL.
- Los millonarios eliminaron a Independiente en 4 ocasiones, y los rojos hicieron lo propio en 2 oportunidades.

| # | Torneo                        | Ronda            | Estadio       | Local         | Resultado   | Visitante     | Goles (L)                                          | Goles (V)                                         |
| - | ----------------------------- | ---------------- | ------------- | ------------- | ----------- | ------------- | -------------------------------------------------- | ------------------------------------------------- |
| 1 | Copa de Competencia (AA) 1926 | Semifinal        | Independiente | Independiente | 0-0         | River Plate   |                                                    |                                                   |
| 1 | Copa de Competencia (AA) 1926 | Semifinal        | Independiente | Independiente | 1-0         | River Plate   | M. Seoane                                          |                                                   |
| 2 | Copa Adrián C. Escobar 1946   | Cuartos de final | San Lorenzo   | River Plate   | 2-1         | Independiente | R. Coll, F. Loustau                                | O. Schiaritte                                     |
| 3 | Copa Libertadores 1990        | Cuartos de final | River Plate   | River Plate   | 2-0         | Independiente | S. Berti, J. Serrizuela                            |                                                   |
| 3 | Copa Libertadores 1990        | Cuartos de final | Independiente | Independiente | 1-1         | River Plate   | C. Osterrieth                                      | R. Medina Bello                                   |
| 4 | Supercopa Sudamericana 1995   | Semifinales      | Independiente | Independiente | 2-2         | River Plate   | J. Mazzoni (x2)                                    | E. Francescoli (x2)                               |
| 4 | Supercopa Sudamericana 1995   | Semifinales      | River Plate   | River Plate   | 0-0 1-4 (p) | Independiente | E. Francescoli                                     | G. López, J. Burruchaga, J. Serrizuela, C. Bustos |
| 5 | Copa Sudamericana 2003        | Octavos de final | Independiente | Independiente | 1-4         | River Plate   | B. Marioni                                         | F. Cavenaghi (x3), D. Montenegro                  |
| 5 | Copa Sudamericana 2003        | Octavos de final | River Plate   | River Plate   | 4-0         | Independiente | F. Cavenaghi, D. Ludueña, E. Coudet (p), D. Husaín |                                                   |
| 6 | Copa Libertadores 2018        | Cuartos de final | Independiente | Independiente | 0-0         | River Plate   |                                                    |                                                   |
| 6 | Copa Libertadores 2018        | Cuartos de final | River Plate   | River Plate   | 3-1         | Independiente | I. Scocco, J. Quintero, R. Santos Borré            |                                                   |

#### Estadísticas en finales disputadas
| River Plate   | 4 |
| Independiente | 2 |
| Total         | 6 |

## Tablas comparativas entre los equipos

### Títulos oficiales

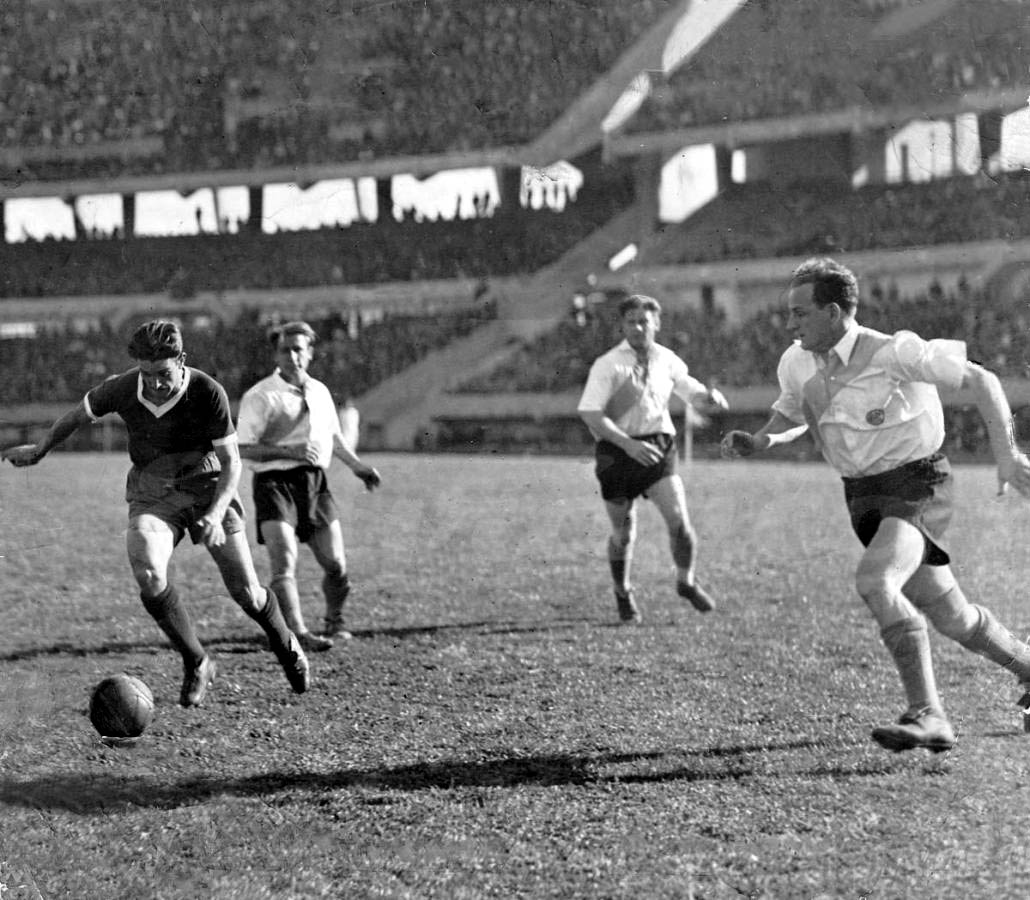
De la Mata (CAI), José María Minella, Vasini y Santamaría (River) en 1939.

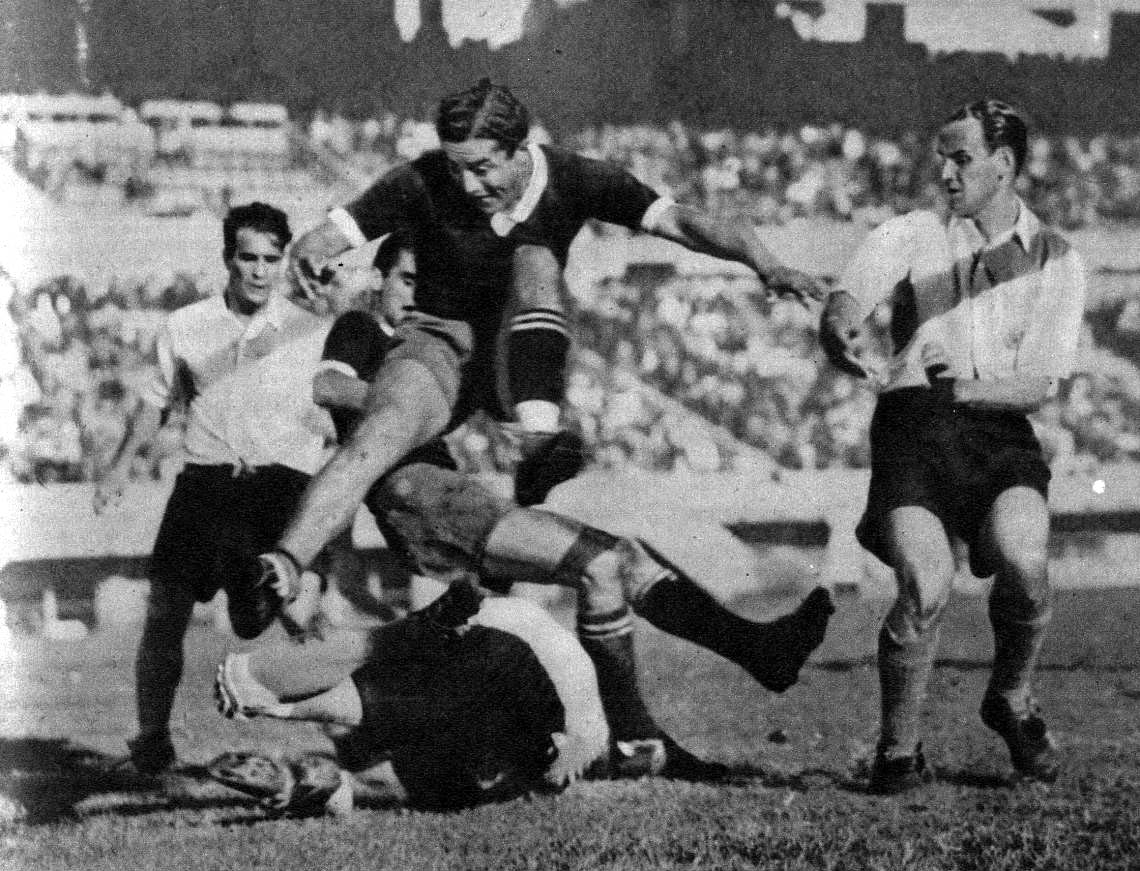
Erico (CAI) salta sobre Antonio Rodríguez (River) en 1940.

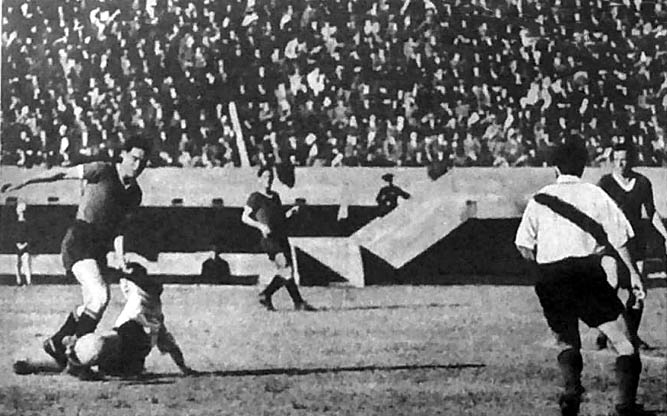
El clásico disputado en 1941.

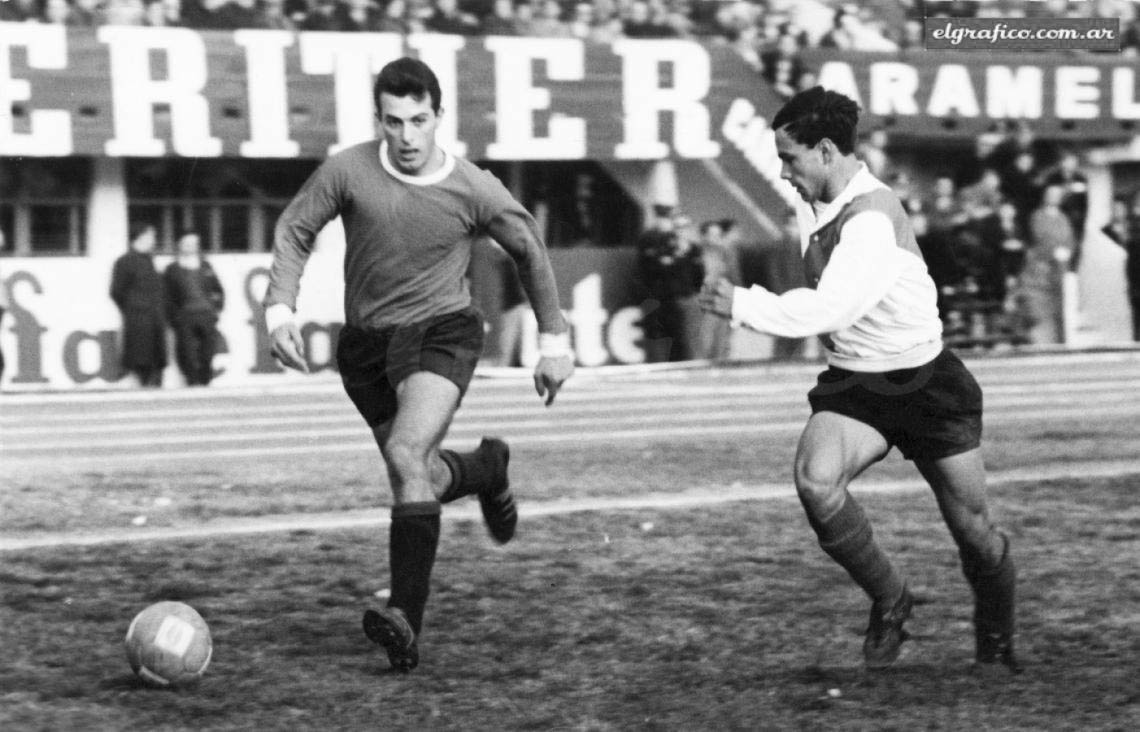
Bernao (CAI) y Más (River) en 1965.

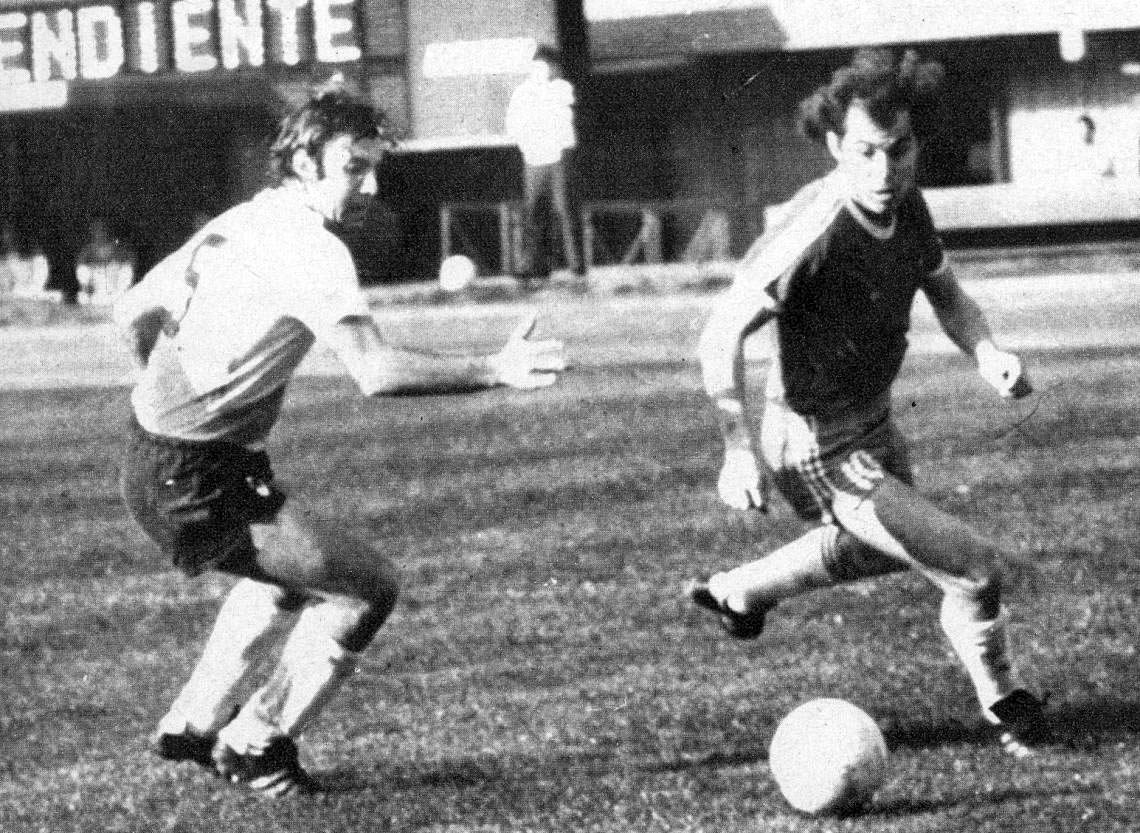
Merlo (River) y Bochini (CAI) en 1979.

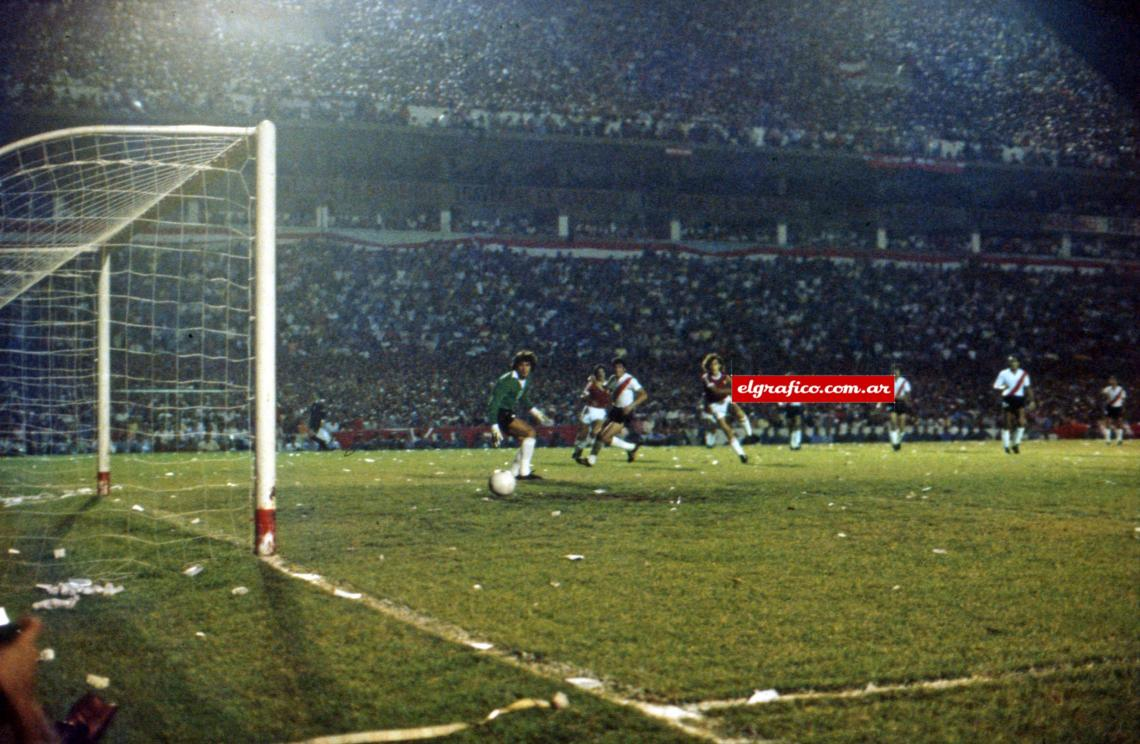
Gol de Bochini (CAI) en 1979.

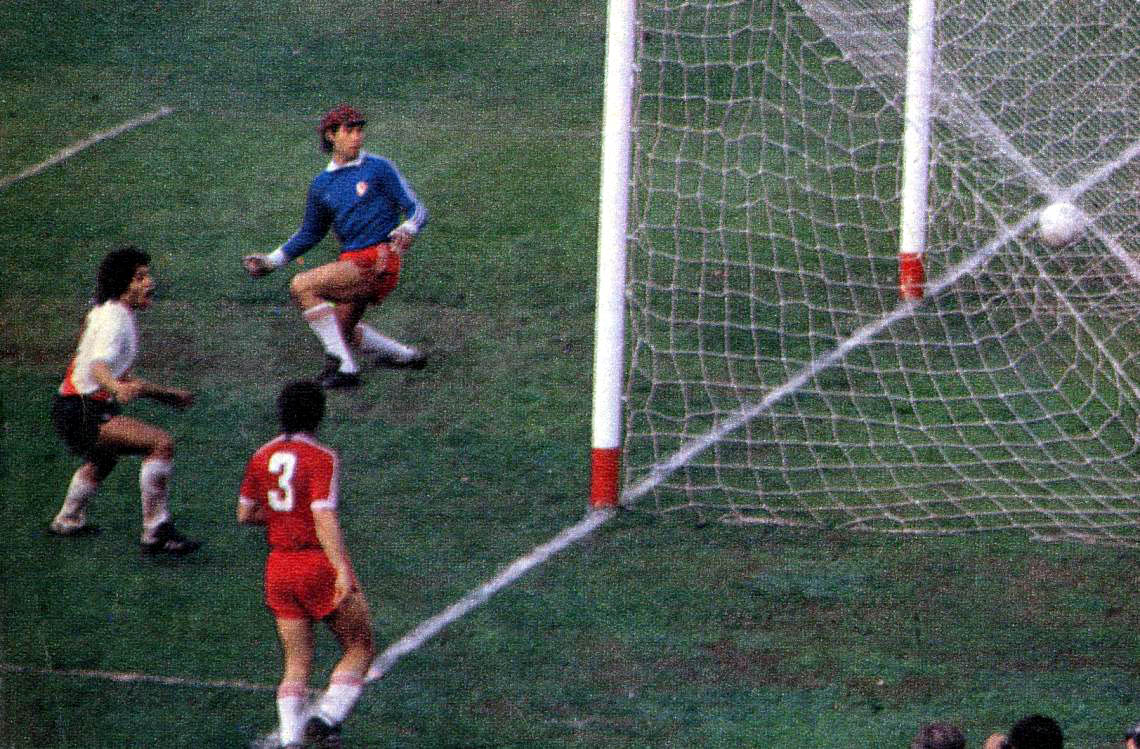
Gol de Alonso (River) en 1979.

| Competiciones                   | Independiente | River Plate |
| Torneos Internacionales         | 20            | 18          |
| ------------------------------- | ------------- | ----------- |
| Copa Intercontinental           | 2             | 1           |
| Copa Interamericana             | 3             | 1           |
| Copa Libertadores de América    | 7             | 4           |
| Copa Sudamericana               | 2             | 1           |
| Supercopa Sudamericana          | 2             | 1           |
| Recopa Sudamericana             | 1             | 3           |
| Copa J.League-Sudamericana      | 1             | 1           |
| Copa Dr. Ricardo C. Aldao       | 2             | 5           |
| Cup Tie Competition             | 0             | 1           |
| Campeonatos de Primera División | 16            | 38          |
| Copas Nacionales                | 9             | 16          |
| Títulos Totales                 | 45            | 72          |

### Títulos por década
| Décadas   | Independiente | River Plate |
| --------- | ------------- | ----------- |
| 1910-1919 | 3             | 2           |
| 1920-1929 | 5             | 1           |
| 1930-1939 | 7             | 8           |
| 1940-1949 | 1             | 10          |
| 1950-1959 | 0             | 6           |
| 1960-1969 | 5             | 0           |
| 1970-1979 | 12            | 5           |
| 1980-1989 | 4             | 7           |
| 1990-1999 | 4             | 9           |
| 2000-2009 | 1             | 5           |
| 2010-2019 | 3             | 14          |
| 2020-2029 | 0             | 5           |

### Datos comparativos
|                                             | Independiente                                 | River Plate                          |
| ------------------------------------------- | --------------------------------------------- | ------------------------------------ |
| Fecha de fundación                          | 1 de enero de 1905                            | 25 de mayo de 1901                   |
| Cantidad de socios                          | 146 570                                       | 351 487                              |
| Estadio (capacidad)                         | Libertadores de América (42 069 espectadores) | Mâs Monumental (84 567 espectadores) |
| Títulos en la Primera División              | 16                                            | 38                                   |
| Récord en la Primera División               | Bicampeón                                     | Tricampeón                           |
| Copas nacionales                            | 9                                             | 16                                   |
| Títulos internacionales                     | 18                                            | 12                                   |
| Títulos rioplatenses                        | 2                                             | 6                                    |
| Títulos en la Segunda División              | 0                                             | 2                                    |
| Clasificación histórica en Primera División | 4.º puesto (4.866 puntos)                     | 1.º puesto (5.584 puntos)            |
| Ranking Conmebol                            | 22                                            | 1                                    |
| Venta de entradas AFA                       | 5.º puesto (10.055 entradas)                  | 2.º puesto (14.675 entradas)         |
| Torneos internacionales disputados          | 61                                            | 84                                   |
| Torneos nacionales disputados               | 48                                            | 65                                   |
| Temporadas en Primera División              | 113                                           | 116                                  |
| Temporadas en otras divisiones              | 6                                             | 5                                    |
| Descensos                                   | 2013                                          | 2011                                 |
| Goleadores en Primera División              | 16                                            | 24                                   |

## Jugadores que militaron en ambos clubes
|                   |
| Esteban Cambiasso |

|                   |
| Daniel Montenegro |

|                 |
| Esteban Fuertes |

|                |
| Esequiel Barco |

|                  |
| Maximiliano Meza |

Algunos de los jugadores que vistieron ambas camisetas a lo largo de la historia son: Esteban Cambiasso, Daniel Montenegro, Ricardo Gareca, Gerardo Reinoso, Eduardo Tuzzio, Fernando Cáceres, Antonio Alzamendi, Braian Romero, Luis Artime, Ernesto Farías, Federico Higuaín, Cristian Castillo, Carlos Morete, Federico Domínguez, Carlos Gay, Carlos Bustos, Lucas Mareque, Francisco Sá, Sebastián Rambert, Claudio Borghi, Nicolás Domingo, Carlos Enrique, René Houseman, Luciano Leguizamón, Bernardo Leyenda, Miguel Ángel López, Víctor Zapata, José Albornoz, Carlos Enrique, Juan Carlos Guzmán, Osvaldo Pérez, Pedro Prospitti, Lucas Pusineri, Miguel Ángel Raimondo, Osmar Ferreyra, Roberto Ferreiro, Esteban Fuertes, Antonio Cammaratta, José Carbone, Santiago Montiel, Oscar Ortiz, Matías Oyola, Franco Paredes, Oscar Passet, Sebastián Pena, Enzo Gennoni, Gabriel Amato, Carlos Bulla, Pedro Sallaberry, Jonathan Santana, José Serrizuela, Darío Siviski, Cristian Tula, Braian Romero, Pedro Ruffo, Jesús Méndez, Maximiliano Meza, Rodolfo Micheli, Ricardo Altamirano, José Varacka, Luciano Vella, Alex Vigo, Jorge Gordillo, Alexander Barboza y Esequiel Barco, entre otros.